# 金肯职业技术学院
金肯职业技术学院，是位于江苏省南京市江宁区的一所民办全日制普通专科学校，特色专业为汽车和机械，实行董事会管理下的院长负责制。

## 专业设置
- 机械与汽车工程系
- 建筑与土木工程系
- 计算机与通信工程系
- 经济与管理工程系
- 人文与社会科学系